# Ракево
Ракево (болг. Ракево) — село в Болгарии. Находится в Врачанской области, входит в общину Криводол. Население составляет 742 человека.

## Политическая ситуация
В местном кметстве Ракево, в состав которого входит Ракево, должность кмета (старосты) исполняет Бойко Макавеев Симеонов (Болгарская социалистическая партия (БСП)) по результатам выборов правления кметства.
Кмет (мэр) общины Криводол — Николай Георгиев Иванов (Болгарская социалистическая партия (БСП)) по результатам выборов в правление общины.